# Куземский, Михаил Евстафьевич
Михаил Евстафьевич Куземский (укр. Миха́йло Євста́хійович Кузе́мський; 8 ноября 1808 — 25 ноября 1876) — галицко-русский церковный и политический деятель, греко-католический архиерей, второй глава Головной руськой рады.
Епископ холмский, архидиакон и декан греко-католического львовского капитула, викарий генеральный и официал львовской митрополичьей консистории, председатель Народного дома и Галицко-русской Матицы, член Общества имени Михаила Качковского, Головной руськой рады, Галицкого и венского сеймов.

## Биография

### Юность
Родился 8 ноября 1808 года (по другим данным, 1809) в селе Шибалин под Бережанами. Его отцом был местный священник Евстахий Куземский. Начальное образование получил в Бережанской гимназии, а философию (7—8 классы гимназии) и семинарию окончил во Львове. В 1832 году был взят митрополитом Михаилом Левицким на должность своего секретаря.
Митрополит заметил в Михаиле Куземском образованного, доброго русина с твёрдым характером, и советовал ему не жениться, а добиваться высоких церковных постов. Но Куземский по своей скромности не желал постов, и женившись, был рукоположён в 1833 году и поставлен служить в Залещиках. Священник сразу снискал народную любовь, так как он проявлял истинное рвение. Он организовал школу, проявлял заботу о народной трезвости. Но не прошло и двух лет, как случилось несчастье — умерла жена Куземского.

### Служение во Львове, общественная деятельность
Он был переведён во Львов, где был поставлен исповедником при соборе святого Юра, а годом позже — канцлером консистории. На этой должности он развернул широкую деятельность — привёл в порядок документы канцелярии, поставил порядочных урядников и т. п. За свои труды Куземский был назначен императором Фердинадом прелатом-сколиархом, то есть высоким церковным сановником, имеющим власть над церковными школами. На момент его назначения в Галиции было всего 24 русские народные школы, за время его пребывания на посту число школ увеличилось до тысячи.
В 1846 году Куземский совместно с другими патриотами пытался основать галицко-русскую газету и общественную организацию. В 1848 году Куземский вместе с епископом Григорием Яхимовичем основал первую общественно-политическую организацию русинов — Главную русскую раду. В этом же году им совместно с Яковом Головацким и Николаем Устиановичем была основана Галицко-русская матица и Куземский стал первым её председателем (с 1848 по 1868 год). В 1848 году, имеющем огромное значение для галицких русинов, а также и позже Куземский проявлял активную деятельность: выступал на собраниях, писал воззвания по политическим, культурным и языковым вопросам. Также он стал одним из инициаторов открытия Народного дома, несколько лет состоял его председателем.
Куземский стал одним из активных участников «Азбучной войны», противостояния между австрийским правительством в лице министра графа Туна и львовского наместника Голуховского, пытавшихся навязать русинам «абецадло» вместо азбуки, и группой галицко-русских деятелей, защищавших русское правописание — Малиновским, Головацким, Литвиновичем, Яновским, Лозинским, Шашкевичем и Дедицким.
Куземский избирался в Галицкий сейм, а также в сейм венский. Он всегда был готов помочь своим соплеменникам, в том числе и материально, организовывал стипендии для студентов и т. п.

### Холмская епископия
После подавления Польского восстания 1863 года российское правительство предприняло ряд мер по предотвращению польского влияния на малорусское население Холмщины и Подляшья. Там было лишено должностей униатское духовенство, принимавшее участие в мятеже, и 28 мая 1868 году на занятие должностей были приглашены священники из Галичины. Самым подходящим кандидатом на занятие епископского престола в Холме императором Александром II в обращении к римскому престолу был назван Михаил Куземский. Папа римский согласился с предложенной кандидатурой, и Михаил Куземский 22 июня был провозглашён епископом, в августе приступив к управлению Холмской епархией. Вскоре на представлении императору Куземский услышал от Александра II о том, что в российское правительство не ставит задачи возвращения униатов в православие, а лишь только стремится к очищению греко-католического обряда от латинско-польских примесей, возвращению его к условиям, на которых была заключена Брестская уния. Приступив к деятельности на епископском посту, Куземский уничтожил в церквях органы, колокольчики, лавки для сиденья, а также восстановил иконостасы. Но полностью осуществить поставленные правительством задачи он не мог, ибо для этого требовалось согласие Рима, на папу же оказывали влияние поляки, видевшие опасность в восстановлении чистоты греко-католического обряда. К тому же, в 1866 году были сорваны дипломатические отношения между Российской империей и Римом из-за инцидента со ссылкой варшавского архиепископа Фелинского и суффраганного епископа Ржевуского. По прошествии около двух лет Куземский, видя неосуществимость выполнения возложенных на него задач, притом тяжело больной, подал императору прошение об освобождении его от занимаемой должности. Прошение было удовлетворено и он отправился во Львов. Несколько лет он тяжело болел, и 25 ноября 1879 года скончался в селе Ляшки Горишные. Тело его было вывезено во Львов, в Собор святого Юра, и 27 ноября похоронено на Лычаковском кладбище.
Куземский был кавалером командорского ордена Франца-Иосифа и Ордена Св. Анны I степени с золотой короной.